# ان‌جی‌سی ۲۸۳
ان‌جی‌سی ۲۸۳ (انگلیسی: NGC 283) نام یک کهکشان مارپیچی در صورت فلکی نهنگ است.